# Hieronim Łopaciński
Hieronim Rafał Łopaciński herbu Lubicz, pseudonim „Rafał Lubicz” (ur. 30 września 1860 w Ośnie Górnym, zm. 24 sierpnia 1906 w Lublinie) – polski językoznawca i etnograf, historyk Lublina, członek Akademii Umiejętności.

## Życiorys
Hieronim Łopaciński urodził się w Ośnie Górnym w Kaliskiem. Był synem Ludwika, dzierżawcy i pisarza więziennego, oraz Marii z Krusiewiczów. Prawnuk Bartłomieja Łopacińskiego, z gałęzi upickiej rodu Łopacińskich z Litwy, której członkowie mieszkali potem w Inflantach (z gałęzi tej wywodzi się babka Czesława Miłosza), bądź z linii pisarskiej Łopacińskich.
Uczęszczał do szkoły powszechnej w Brześciu Kujawskim, następnie do Męskiego Gimnazjum Klasycznego w Kaliszu, które ukończył ze srebrnym medalem w 1879. W latach 1879–1883 studiował filologię na Wydziale Filozoficzno-Historycznym Uniwersytetu Warszawskiego. Po studiach pracował przez rok jako nauczyciel języków starożytnych w III Gimnazjum w Warszawie, a od 1 stycznia 1884 był profesorem filologii i historii w gimnazjum w Lublinie. W 1904 nie przyjął propozycji objęcia Katedry Historii Literatury Uniwersytetu Lwowskiego (po śmierci Piotra Chmielowskiego). W 1900 został powołany na członka korespondenta krakowskiej AU (późniejszej PAU). Był odznaczony Orderami św. Anny (1896) i św. Stanisława (1888).
Jego zainteresowania naukowe obejmowały słownictwo gwarowe, obrzędy ludowe, historię Lublina, bibliologię, latynistykę. Zajmował się m.in. prowincjonalizmami w terminologii zawodowej – górniczej, flisackiej, rybackiej. Badał obrzędy ludowe Zielonych Świątek i wigilii św. Jana Chrzciciela. Prowadził badania nad rękopisami i inkunabułami w archiwach prowincjonalnych. Przyczynił się do utworzenia Muzeum Ludowego i Biblioteki Publicznej w Lublinie (późniejszą Wojewódzką i Miejską Bibliotekę Publiczną w Lublinie nazwano jego imieniem), gromadził pamiątki historyczne związane z Lublinem z XVII-XIX w. W 1901 przygotował „Wystawę sztuki i starożytności”, na której prezentowano zbiory antropologiczne, modele chat, ubiory, narzędzia, rzemiosło artystyczne. Łopaciński współpracował z pismem geograficzno-etnograficznym „Wisła”, utrzymywał kontakty naukowe m.in. z Janem Karłowiczem, Adamem Antonim Kryńskim, Janem Łosiem, Wojciechem Kętrzyńskim.
Zmarł wskutek wypadku drogowego; wypadł z bryczki poniesionej przez konie, doznając ciężkich obrażeń, które okazały się śmiertelne.

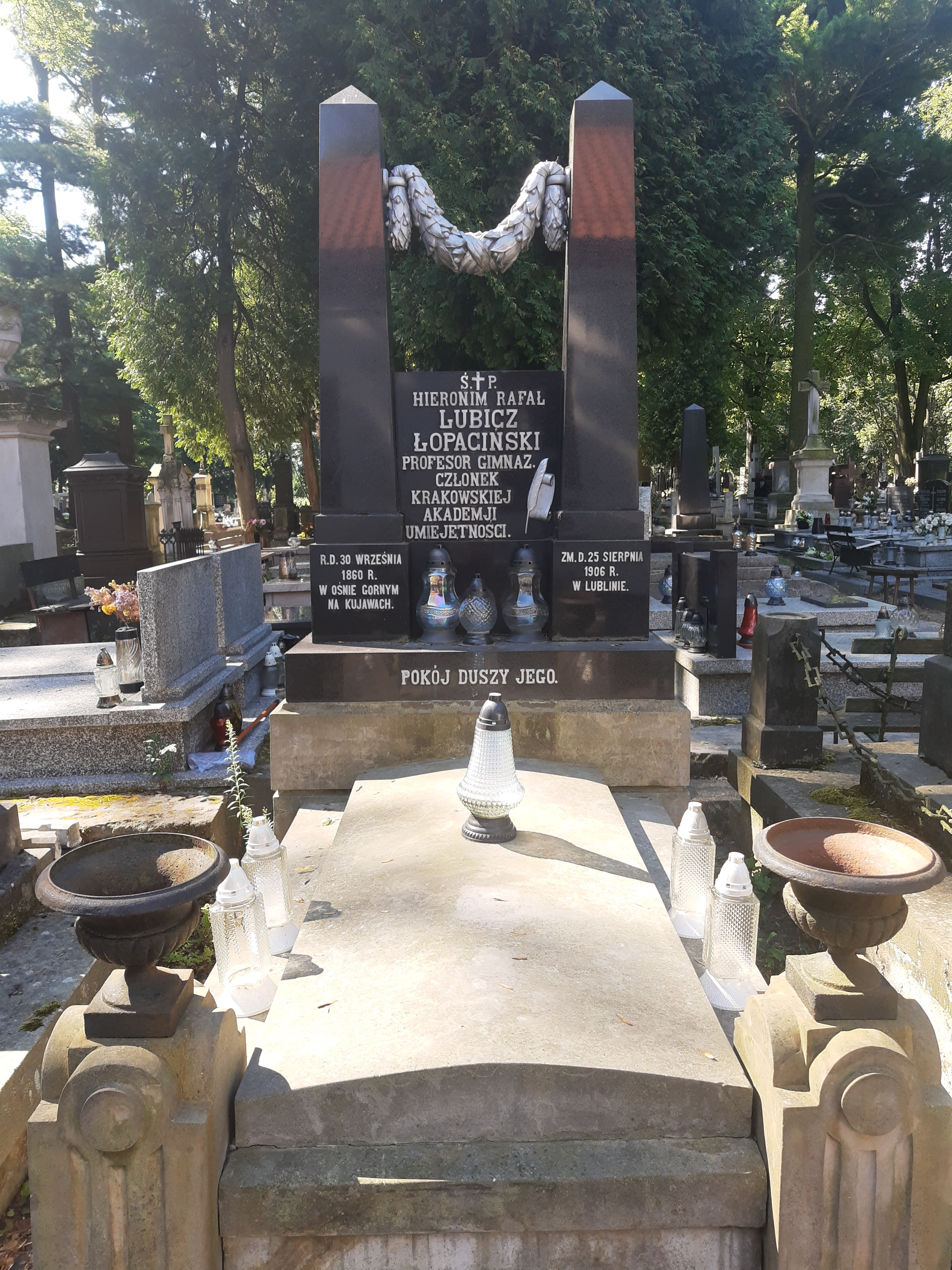
Grób Hieronima Łopacińskiego na cmentarzu przy Lipowej

## Dzieła
Ogłosił ponad 160 prac naukowych, m.in.:
- Sprawozdanie o przekładzie Korneliusza Neposa, dokonanym przez prof. A. Mierzyńskiego (1884)
- O sposobach zachowania ubioru ludu (1888)
- Przysłowia, wyrażenia przysłowiowe, przypowieści od nazw miejscowych Ziemi Kaliskiej. Przyczynek do paremiografii polskiej (1888)
- Oskar Kolberg i ostatnia jego praca (1890)
- Przyczynki do słownika języka polskiego (1891-1900, 2 tomy)
- Sobótka (1891)
- Glosy polskie z połowy XV wieku (1893)
- Najdawniejsze słowniki polskie drukowane (1897)
- Najdawniejsze świadectwa polskie o wróżbach w wigilię św. Andrzeja (1897)
- Zabytki cywilizacji pierwotnej (1897)
- Z dziejów cechu mularskiego i kamieniarskiego w Lublinie (1899)
- Życie i prace Jana Karłowicza (1904, z Erazmem Majewskim)

Był także encyklopedystą. Na prośbę Zygmunta Glogera napisał do jego Encyklopedii staropolskiej dwa hasła Pomniki i Słowniki polskie. Jego nazwisko jako współtwórcę tej encyklopedii wymienia autor w posłowiu tomu IV .